# Ondres
Ondres je naselje in občina v francoskem departmaju Landes regije Nove Akvitanije. Naselje je leta 2009 imelo 4479 prebivalcev.

## Geografija
Kraj leži v pokrajini Gaskonji 40 km jugozahodno od Daxa, 9 km severno od Bayonna. 4 km severozahodno od kraja se ob Biskajskem zalivu nahaja letovišče Ondres-Plage. 

## Uprava
Občina Ondres skupaj s sosednjimi občinami Biarrotte, Biaudos, Saint-André-de-Seignanx, Saint-Barthélemy, Saint-Laurent-de-Gosse, Saint-Martin-de-Seignanx in Tarnos sestavlja kanton Saint-Martin-de-Seignanx s sedežem v Saint-Martinu. Kanton je sestavni del okrožja Dax.

## Zanimivosti
- cerkev sv. Petra, vmesna postaja primorske variante romarske poti v Santiago de Compostelo, imenovane Voie de Soulac;

## Promet
Na ozemlju občine jugovzhodno od kraja se nahaja priključek na avtocesto A63, ki povezuje v smeri sever jug mesto Bordeaux in španski Biriatou (Irun). Zahodno od kraja se nahaja železniška postaja ob progi Bordeaux - Irun.

## Pobratena mesta
- La Rambla, Córdoba (Andaluzija, Španija);